# El Tablero (Córdoba)
El Tablero es un barrio de la ciudad de Córdoba (España), perteneciente al distrito Norte-Sierra. Está situado en zona oeste del distrito. Limita al norte con el barrio de El Brillante; al este, con el barrio de Asomadilla; al sur, con los barrios de Cámping y Arruzafilla; y al noroeste, con el barrio de El Patriarca.